# Iglesia de San Nicolás (Cotronei)
La iglesia de San Nicola Vescovo  es la principal Iglesia católica de Cotronei, en la provincia de Crotone.

## Historia
La iglesia fue construida por primera vez en 1535 pero en los siglos siguientes fue objeto de numerosas restauraciones, hasta presentar la característica fachada de piedra vista.

## Descripción
La iglesia es un conjunto arquitectónico compuesto por al menos seis partes diferenciadas entre ellas la fachada, la nave central, la nave lateral derecha, la nave lateral izquierda, la nave presbiteral y el piso de abajo. La fachada tiene diferentes alturas, con hileras, columnas y entablamentos de mampostería de piedra y cal en ocasiones revestidas de ladrillo. El primer orden de columnas cilíndricas ligeramente ahusadas está formado por diez elementos dispuestos simétricamente e intercalados con dos hornacinas, cada una rodeada por un marco realizado con sillares de ladrillo. El primer orden de columnas sostiene un entablamento realizado en ladrillo y piedra, sobre el que descansa un segundo orden de columnas cilíndricas ahusadas con capiteles que sostienen un tercer marco en ladrillo y piedra. La parte final de la fachada insinúa un tercer orden de pilastras rectangulares o bases para estatuas, aunque la primera sostiene una estatua de piedra. La parte final de la fachada, sin embargo, está incompleta debido a un derrumbe ocurrido durante el terremoto de 1832. La teoría sostiene que el campanario formaba parte de la antigua fachada de la iglesia, mientras que la nueva fachada se adaptó al muro perimetral del campanario; siguiendo esta hipótesis, por tanto, no se modificó la construcción del campanario, sino que se diseñó la nueva fachada para alinearse con el campanario existente.